# Prima Divisione 1933 (pallacanestro maschile)
La Prima Divisione 1933 ha rappresentato il secondo livello del 13º campionato italiano di pallacanestro maschile, è stato il 3° organizzato dalla FIP. Secondo quanto stabilito dalla FIP, le squadre sono suddivise inizialmente in gironi regionali. Dopo la conclusione della prima fase, si ha una fase interregionale anch'essa suddivisa in gironi. La vincitrice della fase interregionale incontrerà la vincente del Girone Lazio in semifinale e successivamente la vincente del Girone Puglie in finale, in una partita secca da disputarsi in campo neutro.

## Fase Regionale

### Girone Lombardia A
Squadre partecipanti:
- G.R.F. Mussolini
- Pirelli Milano
- Ferrovie Nord-Edison

| Milano 26 marzo 1933 | Pirelli Milano | 22 – 16 | Ferrovie Nord-Edison |  |

| Milano 2 aprile 1933 | G.R.F. Mussolini | 16 – 15 | Pirelli Milano |  |

### Girone Lombardia B
Squadre partecipanti:
- S.G.M Forza e Coraggio 1870
- Sport Club Italia II
- G.S. Oberdan

| Milano 26 marzo 1933 | G.S. Oberdan | 31 – 26 | Sport Club Italia II |  |

### Girone Venezia Giulia-Euganea
| Venezia 26 marzo 1933 | GUF Venezia | 17 – 18 | Robur Trieste |  |

| Trieste 2 aprile 1933 | Robur Trieste | 20 – 9 | GUF Venezia |  |

### Girone Piemonte
Squadra partecipante:
- Michelin Torino

### Girone Emilia
Squadra partecipante:
- Bologna Sportiva

### Girone Liguria
Squadre partecipanti:
- GUF Genova
- F.G. Genova

### Girone Lazio
Squadre partecipanti:
- Società Ginnastica Roma B
- Lazio A
- Lazio B
- S. Giovane Italia

| Roma 9 aprile 1933 | S. Giovane Italia | 11 – 17 | Lazio B |  |

| Roma 23 aprile 1933 | Lazio B | 29 – 3 | S. Giovane Italia |  |

| Roma 30 aprile 1933 | Società Ginnastica Roma B | 50 – 13 | Lazio B |  |

| Roma 7 maggio 1933 | Società Ginnastica Roma B | 9 – 17 | Lazio A |  |

### Girone Puglie

#### Classifica
|  |    | girone lombardo    | Pt | G  | V  | N  | P | GF  | GS  |
|  | -- | ------------------ | -- | -- | -- | -- | - | --- | --- |
|  | 1. | S.G. Angiulli Bari | 22 | 12 | 11 | 1  | 0 | 269 | 51  |
|  | 2  | U.S. Bari          | 18 | 12 | 9  | 3  | 0 | 207 | 63  |
|  | 3  | F.G. Carrassi      | 16 | 12 | 8  | 4  | 0 | 171 | 81  |
|  | 4  | N.U.F. Trani       | 14 | 12 | 7  | 5  | 0 | 125 | 113 |
|  | 5  | G.U.F. Foggia      | 8  | 12 | 4  | 8  | 0 | 92  | 186 |
|  | 6  | G.U.F. Matera      | 4  | 12 | 2  | 10 | 0 | 44  | 129 |
|  | 7  | F.G. Foggia        | 2  | 12 | 1  | 11 | 0 | 53  | 207 |

#### Risultati
| Risultati girone   | ANG   | BAR  | CAR   | TRA   | GFG   | GMT  | FFG  |
| ------------------ | ----- | ---- | ----- | ----- | ----- | ---- | ---- |
| S.G. Angiulli Bari |       | 16-9 | 5-0   | 24-5  | 43-4  | 27-2 | 54-2 |
| U.S. Bari          | 1-10  |      | 14-6  | 13-15 | 26-8  | 21-2 | 17-0 |
| F.G. Carrassi      | 10-8  | 4-15 |       | 20-9  | 26-4  | 28-2 | 10-8 |
| N.U.F. Trani       | 10-17 | 4-13 | 14-12 |       | 25-6  | 2*-0 | 12-0 |
| G.U.F. Foggia      | 6-18  | 2-16 | 6-8   | 10-9  |       | 13-7 | 15-8 |
| G.U.F. Matera      | 2-21  | 4-42 | 4-25  | 8-11  | 7-5   |      | 4-2  |
| F.G. Foggia        | 0-26  | 2-21 | 0-32  | 7-19  | 11-19 | 13-4 |      |

* per forfait

## Fase interregionale

### GIRONE A: Vincente Liguria - Vincente Emilia
Squadre partecipanti:
| Genova 23 aprile 1933 | GUF Genova | 2* – 0 | Bologna Sportiva |  |

* per forfait

### GIRONE B: Vincente Venezia GiuliaEuganea - Vincente Lombardia A
| Milano 9 aprile 1933 | G.R.F. Mussolini | 37 – 21 | Robur Trieste |  |

| Trieste 30 aprile 1933 | Robur Trieste | 25 – 21 (10-9;19-19) | G.R.F. Mussolini |  |

| Venezia 7 maggio 1933 | Robur Trieste | 16 – 14 | G.R.F. Mussolini |  |

### GIRONE C: Vincente Liguria - Piemonte
- GUF Genova
- Michelin Torino

| Genova 30 aprile 1933 | GUF Genova | 8 – 6 | Michelin Torino |  |

### GIRONE D: Vincente C - Vincente Lombardia B
| Torino 28 maggio 1933 | Michelin Torino | 13 – 24 | S.G. Forza e Coraggio Milano 1870 |  |

| Milano 4 giugno 1933 | S.G. Forza e Coraggio Milano 1870 | 18 – 15 | Michelin Torino |  |

### GIRONE E: Vincente B - Vincente D
| Trieste 11 giugno 1933 | Robur Trieste | 16 – 18 (13-4) | S.G. Forza e Coraggio Milano 1870 |  |

## Fase finale

### Semifinale
| Roma 2 luglio 1933 | Società Ginnastica Roma II | 20 – 14 | S.G.M. Forza e Coraggio 1870 |  |

| Milano 9 Luglio 1933 | S.G.M. Forza e Coraggio 1870 | 23 – 15 | Società Ginnastica Roma II |  |

| Bologna 16 luglio 1933 | S.G.M. Forza e Coraggio 1870 | 15 – 10 | Società Ginnastica Roma II |  |

### Finale
| Roma 23 luglio 1933 | S.G.M. Forza e Coraggio 1870 | 18 – 8 | S.G. Angiulli Bari |  |

## Verdetti
- Campione d'Italia di Prima Divisione: S.G.M. Forza e Coraggio 1870 che rinuncerà ad iscriversi al massimo campionato, al suo posto si iscriverà la U.S. Bari dopo la rinuncia della S.G. Angiulli Bari